# Кауполикан
Кауполикан (XVI век — 1558, Каньете, Био-Био) — токи, военачальник индейцев-мапуче (араукан) на территории современной Чили, который возглавлял армию индейцев во время Первого восстания мапуче против испанских конкистадоров с 1553 до 1558 год.

## Биография

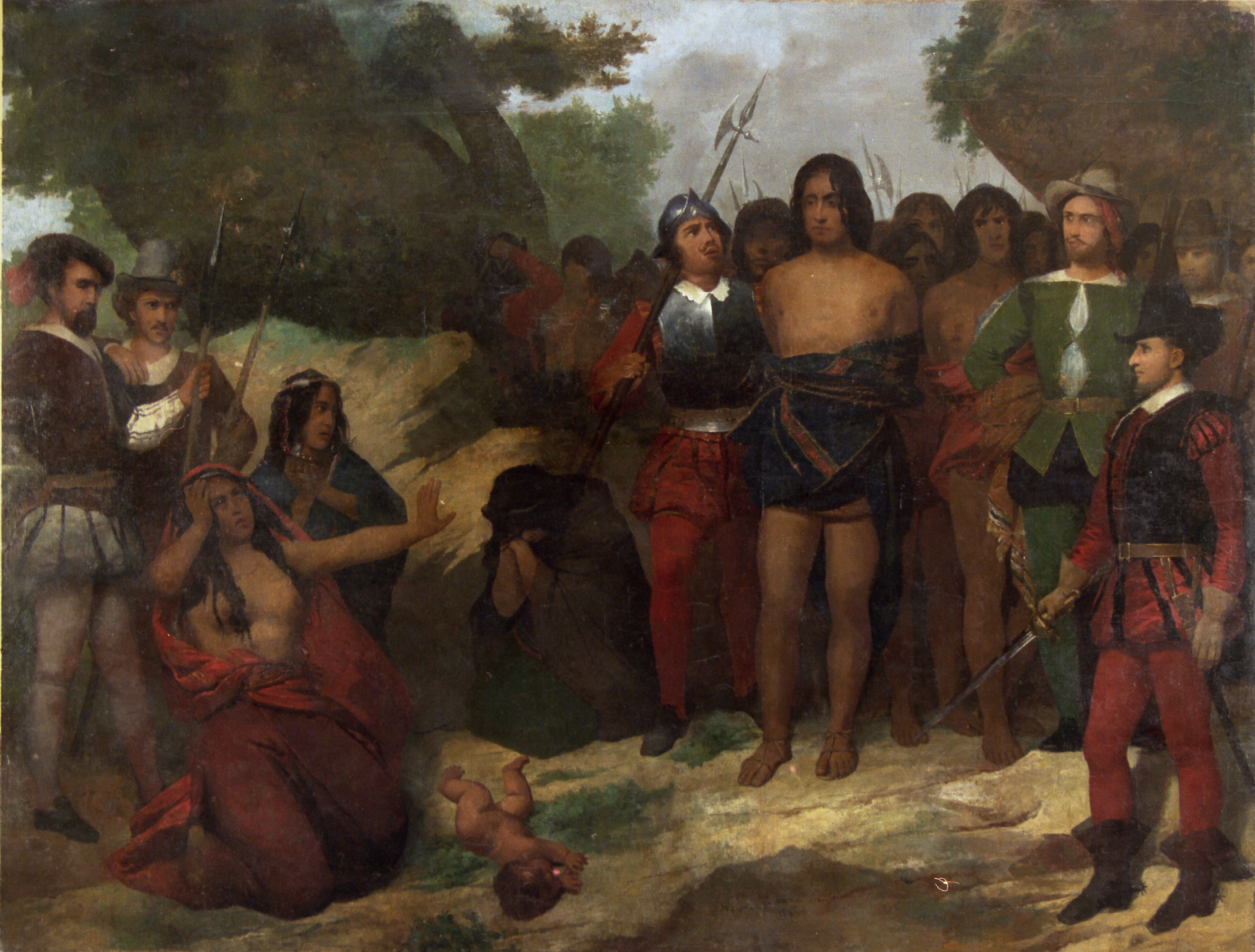
Пленение Кауполикана (1854) - картина Р. Монвуазена

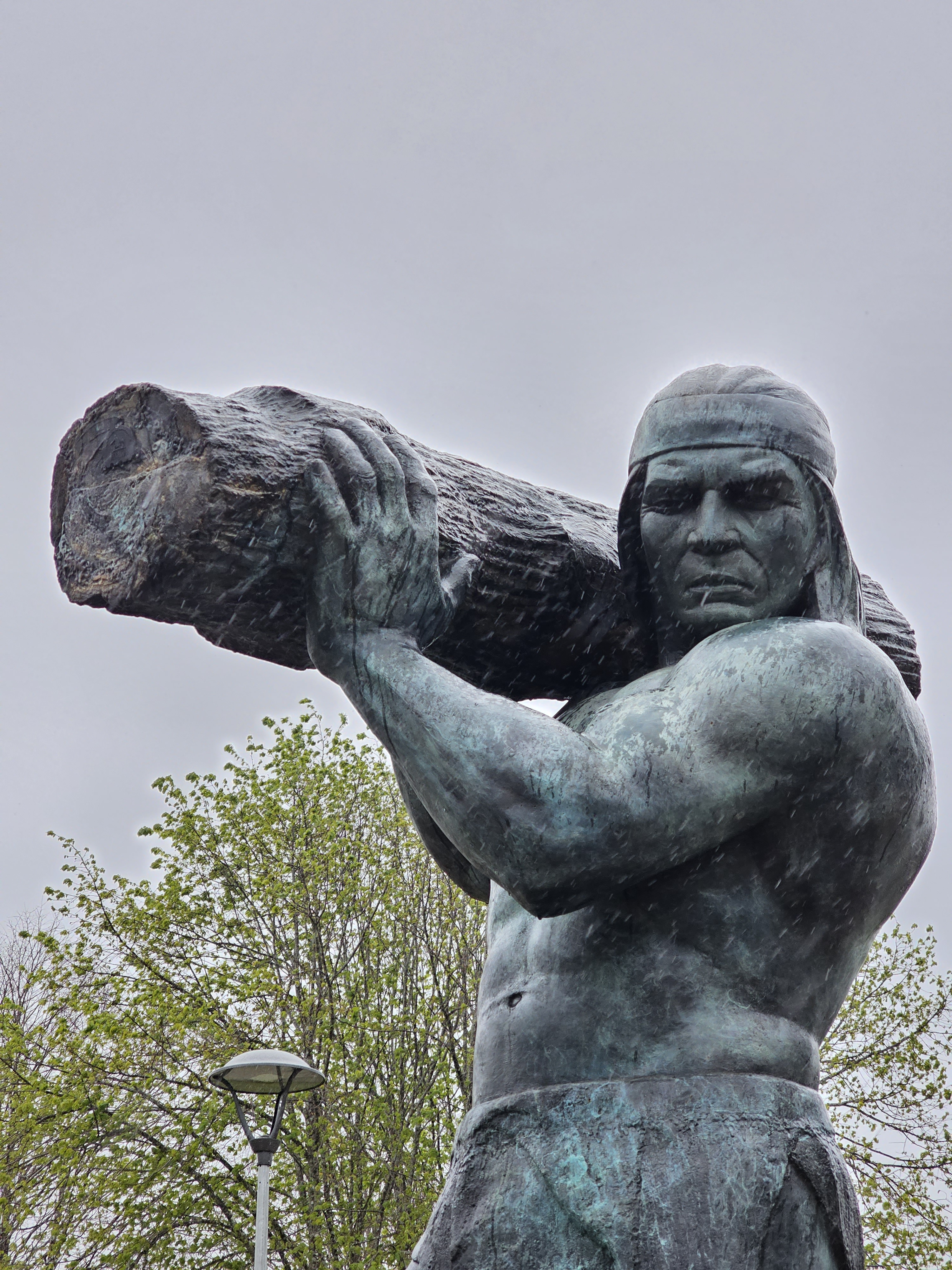
Памятник герою на площади Кауполикан в Каньете

После успешной кампании по завоеванию большей части Араукании Педро де Вальдивия и неспособности токи Линкоуана остановить их, мапуче убедили Колоколо выбрать нового высшего военного руководителя, чтобы противостоять испанской угрозе.
Кауполикан, будучи ульменом Пильмакуена, победил соперников на пост токи, продемонстрировав свою огромную силу, держа ствол дерева три дня и три ночи (или же два дня и одну ночь — в разных источниках это указано по-разному). В дополнение к доказательству своей физической силы он также должен был показать и талант поэтического слова, чтобы вдохновить людей к доблести и единству.
Кауполикан, тем не менее, не увидел победы мапуче — после гибели вождя мапучо Лаутаро он потерпел несколько поражений от войск Гарсии Уртадо де Мендосы, потеряв в одном из сражений более 6000 воинов. После поражения мапуче в битве при Каюкупиле Кауполикан с большей частью своих войск осадил недавно построенный форт Каньете. Однако испанцы использовали происпанского янакона (исп. yanacona), который вызвался заманить мапуче в форт. Он убедил мапуче, что откроет ворота форта во время сиесты испанцев, однако когда мапуче вошли, на них напали. Произошла битва при Пангале. Кауполикан отступил к горам Каньете, где был захвачен в плен капитаном Алонсо де Реиносо и казнён посажением на кол в 1558 году на глазах своей жены Фрезии. После его смерти его пост занял Кауполикан-младший.

## Память
- 1569 — поэт Алонсо де Эрсилья-и-Суньига написал поэму «Араукана» об Арауканской войне, участником которой был.